# ウィヘルト・アッカーマン
ウィヘルト・アッカーマン（Wichert Akkerman）はオランダのコンピュータプログラマであり、Debian、dpkg、Ploneそしてstraceへの貢献でもっとも有名な人物である。
1999年1月から2001年3月の2期に渡ってDebianプロジェクトリーダーに選出され、その職務についていた。その後、その地位をベン・コリンズに引き継いだ。彼はSoftware in the Public Interestの書記も務めていた。
現在はオランダ・ライデンに在住。